# 서정진 (작곡가)
서정진(1978년 04월 4일 ~ )은 대한민국의 작곡가이다. 서정진은 한국 대표 캐롤 '크리스마스니까'와 '겨울고백', 그리고 성시경의 '너에게' 등을 프로듀싱하였고, 박효신의 '이상하다'와 'Li-La', 아이유의 '있잖아' 등을 비롯하여 세븐틴, 빅스, 뉴이스트, 프로미스나인 등 다양한 아이돌 뮤지션들의 음악을 프로듀싱한 작곡가이다.

## 학력
고려대학교 철학과 졸업.

## 생애
제11회 유재하가요제 동상을 수상하였으며, 2012년에 프로 작곡가로 데뷔했다. 현재는 한국음악저작권협회의 정회원이며, 포이트리라는 그룹과 작곡 팀인 MELODESIGN (황금두현 & 킵루츠), NEWold에서 활동하고 있다.
그룹 "포이트리"는 서정진과 MBC 라디오 PD 송명석으로 구성되었다. 송명석은 '푸른밤, 정엽입니다', '굿모닝FM 전현무입니다', 'UV의 친한친구', '오후의 발견 이지혜입니다' 등의 프로그램을 연출하였으며, 라디오에서의 인연을 통해 많은 아티스트들과 음악적 교류를 하며 그들의 사랑과 신임을 받고 있는 MBC 라디오 PD이다. 서정진과 송명석은 고려대학교 밴드 동아리 '1905'에서 만난 인연으로 시작되었으며, 그동안 가수 알리, 랩퍼 산이, 박화요비, 옥상달빛, 정엽, 브아솔 영준 등의 지원을 받으며 신선한 행보를 이어나갔고, 첫 앨범 당시에는 신예 그룹으로서는 드물게 정규 앨범을 발표하였다.

## 대표곡

### 합작 앨범
- 2012년 포이트리 1집 앨범 [사랑해, 희망없이][4]
- 2021년 포이트리의 미니앨범(EP) [니가 4시에 온다면][5][6]
- 2023년 김현철과 포이트리가, 미니앨범(EP) [이제 와 이런 얘기][7]

### 참여 앨범
- 2012년 성시경, 박효신, 이석훈, 서인국, 빅스 디지털 싱글 《크리스마스니까》 작곡[8]
- 아이유 디지털 싱글 《있잖아》 작곡
- 박효신 디지털 싱글 《이상하다》 작곡
- 박효신 디지털 싱글 《Li-La》 작곡
- 성시경 디지털 싱글 《너에게》 작곡
- 세븐틴 디지털 싱글 《빠른 걸음》 작곡
- 프로미스나인 디지털 싱글 《Fun》 작곡[9]
- 프로미스나인 디지털 싱글 《Error》 작곡
- 빅스 디지털 싱글 《태어나줘서 고마워》 작곡
- 빅스 디지털 싱글 《Even More》 작곡
- 빅스 디지털 싱글 《Pretty Thing》 작곡
- 이븐 디지털 싱글 《Festa》 작곡
- 양희은 디지털 싱글 《늘 그대》 작곡
- 규현 디지털 싱글 《여전히 아늑해》 작곡
- 규현 디지털 싱글 《봄 타나봐》 작곡
- 서인국 디지털 싱글 《너라는 계절》 작곡
- 지아, 서인국 디지털 싱글 《이별남녀》 작곡
- 신용재 디지털 싱글 〈낭만닥터 김사부〉 OST 《언제나 괜찮아》 작곡
- 린 디지털 싱글 〈푸른 바다의 전설〉 OST 《Love Story》 작곡
- 정엽 디지털 싱글 〈푸른 바다의 전설〉 OST 《너에게 기울어가》 작곡
- 서영은 디지털 싱글 《이 거지같은 말》 작곡
- 나윤권 디지털 싱글 《겁이 나서》 작곡
- 백지영 디지털 싱글 《괜찮아 괜찮아》 작곡
- 에릭남 디지털 싱글 《No Comment》 작곡
- 신승훈 디지털 싱글 《Love Again》 작곡[10]
- 신승훈 디지털 싱글 《Interstellar》 작곡[11]
- 신승훈 디지털 싱글 《좋으니까》 작곡
- 이석훈 디지털 싱글 《고마울뿐야》 작곡
- 김나영 디지털 싱글 《The Youngest Day》 작곡[12]
- 성시경, 박효신, 서인국, 빅스 디지털 싱글 《겨울 고백》 작곡
- 박재정 디지털 싱글 《첫 눈에》 작곡
- 앤씨아 두번째 미니앨범 《some-》 (2018.2.27) 작곡[13][14]
  - 디지털 싱글 《습관(Bye Bye)》 작곡
  - 디지털 싱글 《밤바람》 작곡
  - 디지털 싱글 《노래방에서》 With 비투비 서은광 작곡
  - 디지털 싱글 《봄에 오면 괴롭힐 거예요》 With 비투비 육성재 작곡
- 로즈마일 디지털 싱글 《뭐였더라》 (2021.6.13) 작곡[15]
- 서인국 앨범 《LOVE&LOVE(러브 앤 러브》 (2022.06.14) 작곡[16]

- 김선호 디지털 싱글 《Miracle : 기적》 (2024.04.30) 작곡[17]

## 수상
- 제11회 유재하 음악경연대회 동상 《모를거야 [동상]》[18]